# چهار شگفت‌انگیز (فیلم ۲۰۱۵)
چهار شگفت‌انگیز (به انگلیسی: The Fantastic Four) با نام اولیهٔ بازگشت چهار شگفت‌انگیز، یک فیلم ابرقهرمانی آمریکایی که با الهام از یکی از کتاب‌های مصور شرکت مارول کامیکس به همین نام ساخته شده است. این سومین فیلم ساخته شده توسط استودیوی فاکس قرن بیستم دربارهٔ این گروه ابرقهرمان است و به عنوان یک فیلم بازراه‌اندازی شده در سری چهار شگفت‌انگیز به‌شمار می‌رود. چهار شگفت‌انگیز به کارگردانی جاش ترانک و بازی مایلز تلر، کیت مارا، مایکل بی. جردن، جیمی بل، توبی کبل و تیم بلیک نلسون در تاریخ ۷ اوت ۲۰۱۵ اکران شد.
همچنین این فیلم در سی‌وششمین دوره از جوایز سالانه تمشک طلایی برندهٔ سه جایزه از جمله بدترین کارگردانی، بدترین فیلم دنباله‌ای یا بازراه‌اندازی و بدترین فیلم (در کنار پنجاه طیف خاکستری) شد.

## داستان
داستان فیلم دربارهٔ چهار جوان است که به جهانی خطرناک و متناوب سفر می‌کنند، جهانی که حالات بدنی آن‌ها را به‌طور شوک دهنده‌ای تغییر می‌دهد. این تیم چهار نفره یادمی‌گیرند تا قدرت‌های جدید خود را کنترل کنند و با همکاری یکدیگر جهان را از دست یک دوست سابق که تبدیل به دشمن شده است، نجات دهند.